# (73480) 2002 PN34
(73480) 2002 PN34, também escrito como (73480) 2002 PN34, é um objeto transnetuniano que foi descoberto no dia 6 de agosto de 2002, através do programa LINEAR. Ele é classificado como um Centauro. O mesmo possui uma magnitude absoluta (H) de 8,2 e, tem cerca de 116 km de diâmetro.

## Órbita
A órbita de (73480) 2002 PN34 tem um semieixo maior de 30,9953 UA e um período orbital de cerca de 172 anos. O seu periélio leva o mesmo a 13,3275 UA do Sol e seu afélio a uma distância de 48,6630 UA.